# 日本放送作家協会
日本放送作家協会（にほんほうそうさっかきょうかい、略称：放作協、英: The Television and Radio Writers’Association of Japan〈TRWA〉）は、1959年（昭和34年）9月18日に設立された組織で、ラジオ・テレビなどの放送メディアで活動する作家同士の親睦と、放送文化の向上を目的とした文化団体である。会員数は2022年8月現在でおよそ670人。当初は放送作家の著作権の擁護や福利厚生も目的としていたが、それらの役割は1966年に設立された日本放送作家組合（現・日本脚本家連盟）に移された。東京の協会本部の他に5つの支部（北海道、中部、関西、中国、九州）があり、ラジオ・テレビドラマの全国公募コンクールや各種セミナーなどを実施している。

## 沿革
- 1959年（昭和34年）9月18日、任意団体として設立[1]。目的は“わが国における、ここ数年の電波文化、電波行政のめざましい発展に対して、ラジオ・テレビ作家の社会生活並びに職能、権益を擁護し、併せてその親睦をはかる”ことで、当初の会員は364名であった[1]。初代会長は久保田万太郎[3]。10月9日には内村直也が初代理事長に選任された[3]。
- 1960年（昭和35年）3月、関西支部設立[1]。9月、中部支部設立[1]。
- 1961年（昭和36年）1月、九州支部設立[1]。この年より日本放送作家協会賞が開始された[注 3]。10月23日、第2回臨時総会において社団法人設立代表者に内村直也が選出され、新理事長に大林清が就任する[3]。
- 1962年（昭和37年）4月、社団法人となる[1]。4月10日の時点で会員数は550名[3]。10月、北海道支部、中国支部設立[1]。
- 1966年（昭和41年）3月1日、協同組合日本放送作家組合（現・日本脚本家連盟）が設立され、著作権擁護および福利厚生業務が移管される[1]。
- 1972年（昭和47年）、第1回公募ラジオドラマ（平成18年の第35回より「創作ラジオドラマ大賞」に改名）が開催される。
- 1976年（昭和51年）、第1回テレビドラマ懸賞公募（平成18年の第31回より「創作テレビドラマ大賞」に改名）が開催される。
- 2000年（平成12年）、市川森一が理事長に就任する[5]。
- 2003年（平成15年）、市川森一の衆議院総務委員会における提言をきっかけに「日本脚本アーカイブズ特別委員会」が発足される[注 4]。
- 2010年（平成22年）6月、秋元康が理事長に就任する[6]。
- 2012年（平成24年）4月1日、一般社団法人となる[1]。6月、さらだたまこが理事長に就任する[7]。
- 2022年（令和4年）6月、内村宏幸が理事長に就任する[8]。

## 役員
2022年10月現在

### 執行部
- 理事長：内村宏幸
- 副理事長：村上卓史
- 常務理事：石橋映里、井出真理、小林雄次
- 理事：荒井修子、いとう菜のは、入山さと子、香取俊介、鮫肌文殊、東海林桂、武田樹里、たむらようこ、羽田野直子、久松真一
- 監事：さらだたまこ、上滝徹也（外部：日本大学名誉教授）

### 支部長
- 北海道支部：伊藤正浩
- 中部支部：柳瀬元志
- 関西支部：谷口隆三
- 中国支部：野津聖治
- 九州支部：盛多直隆

## 入会規定
著作権を有する台本がすでに2作品以上番組で放送された放送作家、または放送文化向上に関わる著作物を2作品以上有する文筆業の人が対象で、また入会に際しては協会員2名の推薦と、所定の手続きが必要となる。

## 各種賞

### 創作テレビドラマ大賞
日本放送作家協会とNHKとの共催による映像ドラマ脚本の公募賞。大賞作品はNHKにおいて制作・放送される。

#### 放送作品
- 2006年1月6日「かあちゃんが来た」（原題：曲がれない川）[10]
- 2007年1月6日「風の来た道」[11]（原題：風の息[12]）
- 2008年1月10日「おシャシャのシャン!」[13]
- 2009年2月21日「ガラス色の恋人」[14]（原題：海ガメの涙[12]）
- 2010年3月20日「まいど238号」[15]
- 2012年3月27日「夜明けのララバイ」[16][17]
- 2013年3月21日「最終特快」[18]
- 2014年2月25日「希望の花」[19]
- 2015年3月17日「佐知とマユ」[20]
- 2016年3月29日「川獺（かわうそ）」[21]
- 2017年3月17日「あなたにドロップキックを」[22]
- 2018年3月23日「デッドフレイ」[23]
- 2019年3月29日「週休4日でお願いします」[24]
- 2020年3月27日「ゴールド!」[25]
- 2021年3月19日・24日「星とレモンの部屋」[26]
- 2022年3月22日「家出娘」[27]（原題：カントリーロード[12]）
- 2023年3月25日「月食の夜は」[28]
- 2024年3月26日「ケの日のケケケ」[29]
- 2025年3月17日「明日、輝く」[30]

### 創作ラジオドラマ大賞
日本放送作家協会とNHKとの共催によるラジオドラマ脚本の公募賞。大賞作品はNHKにおいて制作・放送される。

### 中部テレビ大賞
日本放送作家協会中部支部主催によるテレビ局・制作スタッフを対象とした賞。2019年に第23回が行われた。

### 北のシナリオ大賞
北海道ラジオの会主催の賞で、2004年（平成16年）に第1回、2013年（平成25年）に第10回が行われた。その後、主催が日本脚本家連盟北海道支部となり、2019年に第15回が行われた。日本放送作家協会北海道支部は協力という形。

### 南のシナリオ大賞
日本放送作家協会九州支部主催によるラジオドラマ脚本の公募賞。2007年に第1回が行われ、2019年に第13回が行われた。

## 各種賞（終了したもの）

### 日本放送作家協会賞
優秀なラジオ・テレビ番組や演出家、演技者などを表彰した賞で、1961年（昭和36年）の第1回から1974年（昭和49年）の第14回まで続いた。

### 久保田万太郎賞
初代会長であった久保田万太郎の死去を受け1964年（昭和39年）より開始された脚本賞で、原作のない単発ものが選考基準であった。
- 第1回（1964年）毛利恒之「十八年目の召集」、寺山修司「犬神の女」
- 第2回（1965年）茂木草介「兎おいし」「ニューヨークの日本人」「逃亡者」
- 第3回（1966年）該当なし
- 第4回（1967年）高橋玄洋「いのちある日を」、小野田勇「おはなはん」
- 第5回（1968年）阪田寛夫「花子の旅行」
- 第6回（1969年）該当なし

### 国際オーディオドラマコンクール森繁賞
日本放送作家協会主催の賞で、1991年の第1回から1994年の第4回まで開催された。

### 関西ディレクター大賞
藤本義一が関西支部長のときに関西支部で主催された賞で、関西地方で活躍するテレビ関係者を表彰した。1991年（平成3年）の第1回から2010年（平成22年）の第20回まで続いた。

## 書籍など

### 日本放送作家協会編
- 「放送作家 : 現代の放送ドラマ 第1」日本放送作家協会、1963、全国書誌番号:63008948
- 「放送児童文化論 : 児童番組の教育的研究」日本放送作家協会児童文化部会編、黎明書房、1964、全国書誌番号:64010191
- 「放送年鑑 : ラジオ・テレビのすべて 1965」日本放送作家協会、1965、全国書誌番号:65004460
- 「放送作家年鑑」1966-1990、全国書誌番号:67009937-全国書誌番号:00057154
- 「ライターズ」1巻1号〜2巻1号(1967.11〜1968.1)、全国書誌番号:00024030
- 「年刊テレビドラマ代表作選集 1974年版」日本放送作家組合との共編、現代出版、1974、全国書誌番号:75019441
- 「懸賞ラジオドラマ集」1974-1976、全国書誌番号:77030492
- 「懸賞放送ドラマ集」1976-1984、全国書誌番号:77030491-全国書誌番号:
- 「放送作家 : 華麗なる虚空に刻む」水曜社、1979.9、全国書誌番号:80021566
- 「放送作家入門 : ドラマ作法から生活白書まで」ライフサイエンスインフォメーション、1980.4、全国書誌番号:81003774
- 「放送作家情報 : 広報委員会レポート」1号（1982年11月）〜8号（1985年3月）[31]
- 「MEMORE メモア : 女性エディター&ライター教室実習誌」（1986年春 NO.1）〜（1988年秋 NO.6）[31]
- 「現代日本ラジオドラマ集成」沖積舎、1989.9、ISBN 4-8060-2753-7
- 「放送作家情報 2期」1号（1995年9月）〜8号（2001年10月）[31]
- 「放送作家情報 3期」1号（2002年9月）〜3号（2003年10月）[31]
- 「放送作家情報 4期」1号（2005年6月）、50周年特集号（2009年8月）、2010年9月[31]
- 「テレビ作家たちの50年」日本放送出版協会（NHK出版）、2009.8、ISBN 978-4-14-081387-4

### 北海道支部
- 「北海道・放送脚本集 ラジオドラマ編 (北海道文学選集・放送脚本集 ; 1)」北書房、1972、全国書誌番号:75012896
- 「北海道シナリオ撰集 : 一般社団法人日本放送作家協会北海道支部五十五周年記念誌 メモリアル編 2017」北海道シナリオ撰集編集委員会編、日本放送作家協会北海道支部、2017.10、全国書誌番号:22971357
- 「北海道シナリオ撰集 2019」北海道シナリオ撰集編集委員会編、日本放送作家協会北海道支部、2019.3、全国書誌番号:23210978